# Panheel

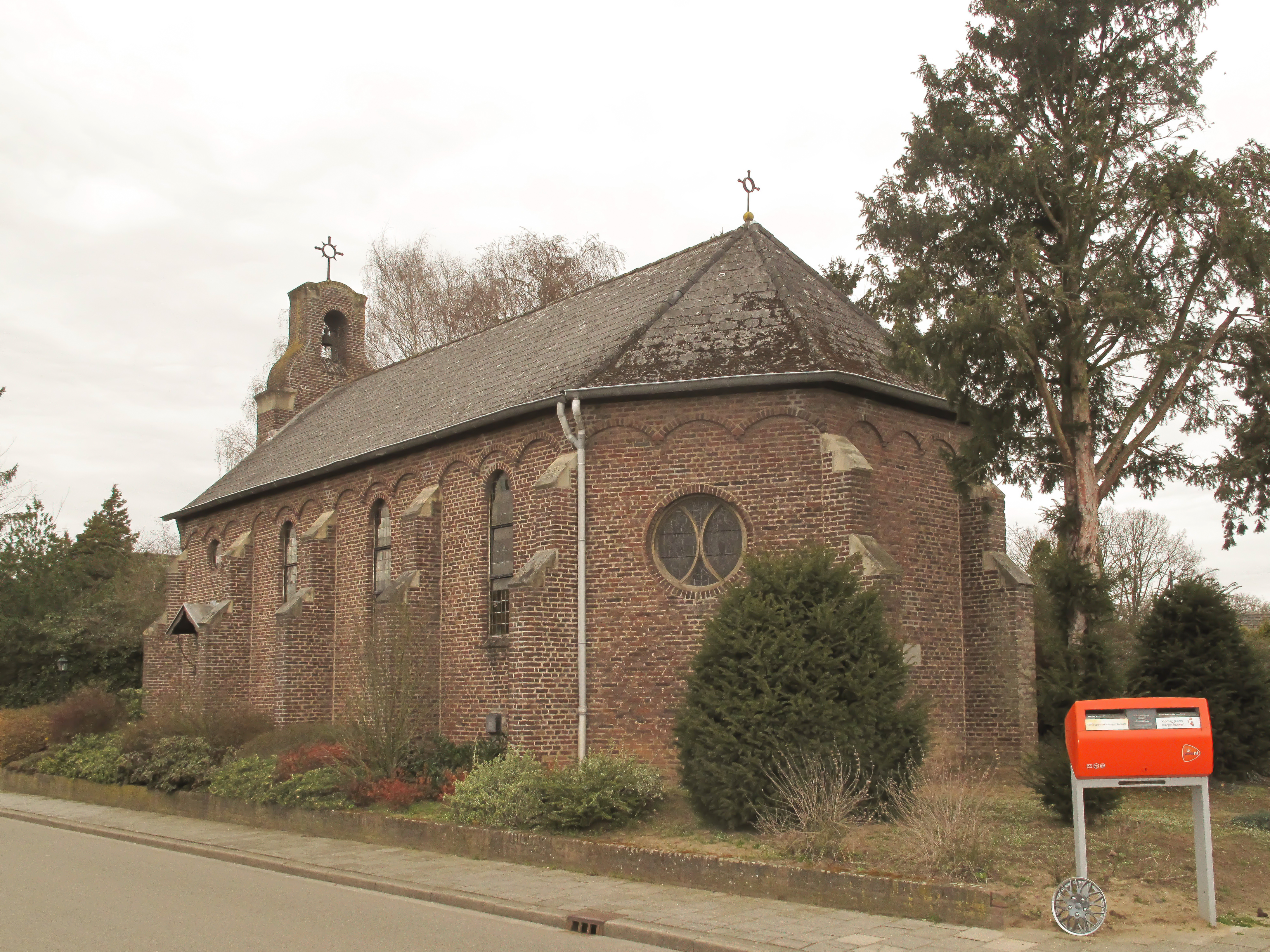
Chapelle: de Onze Lieve Vrouwe van 't Hartkapel

Panheel est un hameau néerlandais situé dans la commune de Maasgouw, dans la province du Limbourg néerlandais. Le 1er janvier 2007, le hameau comptait 210 habitants.

## Histoire
Jusqu'au 1er avril 1821, Panheel faisait partie de la commune de Pol en Panheel, puis du 1er avril 1821 au 1er janvier 1991 de celle de Heel en Panheel.